# Veneri (Pescia)
Veneri è una frazione del comune di Pescia. Il paese è noto per il carnevale paesano e per la Chiesa dei Santi Quirico e Giulitta (Veneri).

## Storia
Il paese di Veneri è un piccolo borgo nella provincia di Pistoia le cui origini risalgono al tardo medioevo. Nei primi del 1300 Veneri compare come un comune appartenente alla vicaria “Vallis Ariane et plebatus Ville".
NelXV secolo il paese faceva parte della vicaria di Valleriana e ne ha fatto parte sino agli inizi del XIX secolo.
Il paese è stato incorporato nel comune di Pescia il 1° Agosto 1884 insieme alla frazione di Collodi.